# Tessie O'Shea
Teresa Mary "Tessie" O'Shea (13 de marzo de 1913 - 21 de abril de 1995) fue una artista y actriz de Gales.

## Carrera y vida
Nacida en Cardiff, su padre James Peter O'Shea (un soldado hijo de emigrantes irlandeses) y su madre Nellie Theresa Carr, introdujeron a Tessie en la tradición de sala de música británica. 
A sus seis ya se la conocía como "La Maravilla de Gales" por su capacidad actoral. En su adolescencia se hizo conocida por sus populares emisiones Radiofónicas de la BBC Radio y sus actuaciones en Gran Bretaña y Sudáfrica. Era frecuente que sus actos finalizan con ella cantando y tocando un banjolele al estilo de George Formby. Participó en la película de 1971 Bedknobs and Broomsticks.